# Caridina papuana
Caridina papuana е вид десетоного от семейство Atyidae. Видът не е застрашен от изчезване.

## Разпространение и местообитание
Разпространен е в Индонезия (Малуку и Папуа) и Папуа Нова Гвинея.
Обитава сладководни басейни, реки и потоци.